# 新疆生产建设兵团第十三师红星二场
新疆生产建设兵团第十三师红星二场是中华人民共和国新疆生产建设兵团第十三师下辖的一个农场。

## 行政区划
新疆生产建设兵团第十三师红星二场下辖以下单位：
机关社区、一连、二连、三连、四连、五连、六连、七连、园艺一连、园艺三连、园艺四连和园艺五连。